# Expedición de Narváez

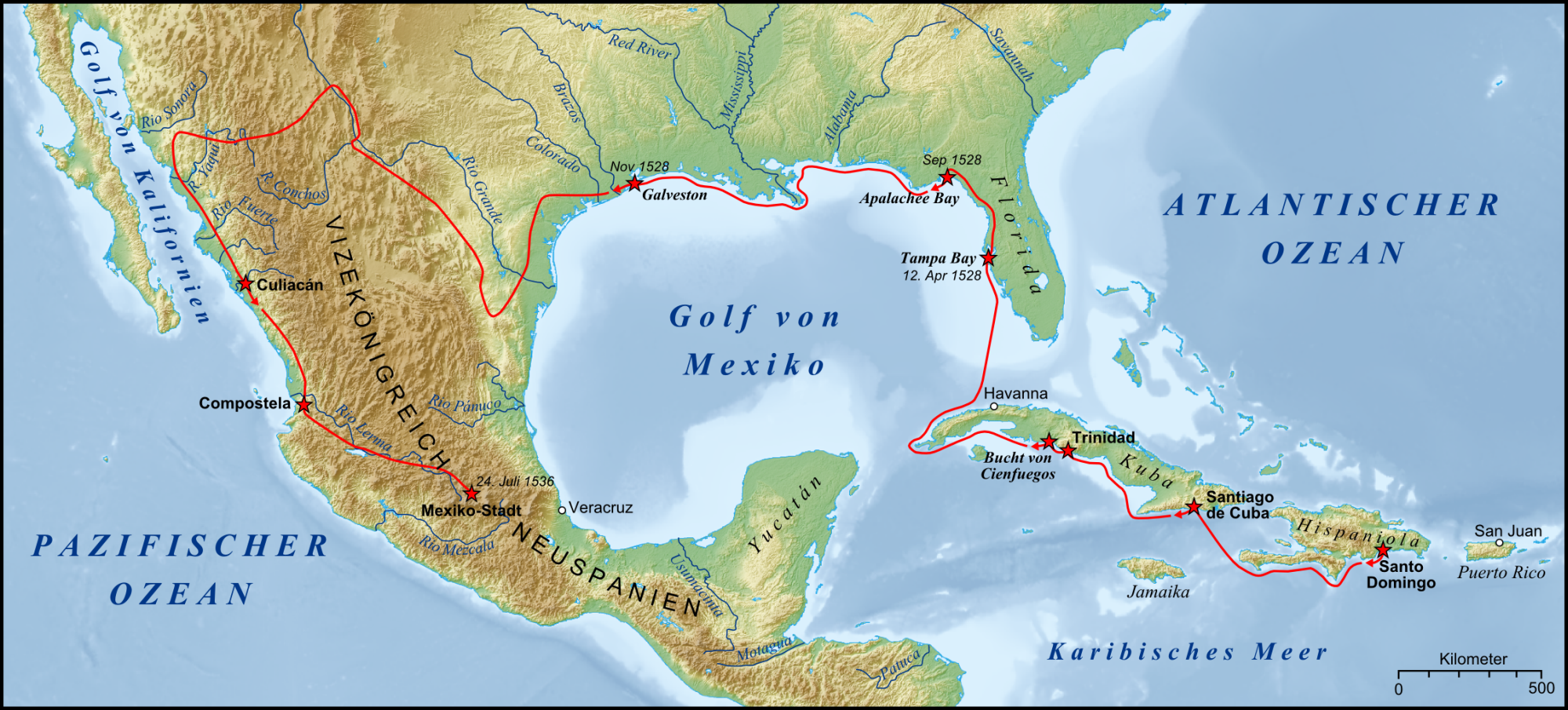
Mapa que muestra el camino recorrido por la expedición de Narváez desde noviembre de 1528. Salieron de la isla de Galveston Cabeza de Vaca, Alonso del Castillo Maldonado, Andrés Dorantes de Carranza y Estebanico Andrés, cruzando el continente de América del Norte en compañía de indios a pie, viajando durante ocho años a pie a través del sudoeste hasta llegar a la actual Ciudad de México en 1536

La expedición de Narváez fue una campaña del Imperio español que tenía como fin colonizar la Florida española. Fue dirigida por Pánfilo de Narváez, que había sido designado para gobernar como adelantado, y que en un viaje de exploración de 1528 a 1536 terminó cruzando el sur de lo que hoy son los Estados Unidos y el Norte de México. Los miembros sobrevivientes de esta expedición fueron los primeros europeos en avistar el río Misisipi y que cruzaron la costa del golfo de México y Texas.
La expedición inicialmente estaba integrada por cerca de 600 personas, incluyendo hombres de España, Portugal e Italia. Haciendo escalas en el camino hasta la Florida en las islas de la Hispaniola y de Cuba, la expedición sufrió un huracán, entre otras tormentas. Después de desembarcar cerca de la bahía de Tampa, fueron atacados por los indios americanos, y sufrieron los efectos de la grave falta de alimentos y de enfermedades. En septiembre de 1528, tras un intento de navegar desde Florida hasta México, solo 80 de los hombres sobrevivieron después de ser barridos por un nuevo huracán en la isla de Galveston, Texas. En los siguientes años, murieron casi todos los hombres y solo cuatro personas sobrevivieron.
En 1536, esos cuatro supervivientes —Álvar Núñez Cabeza de Vaca, Alonso del Castillo Maldonado, Andrés Dorantes de Carranza y su esclavo moro Estevanico—  lograron finalmente reunirse con compatriotas españoles en la actual Ciudad de México. Después de regresar a España, Cabeza de Vaca adquirió notabilidad tras escribir sobre la gran expedición La Relación, publicado en 1542 (que en ediciones posteriores, fue retitulado como Naufragios).

## España
El 25 de diciembre de 1526, Carlos V, emperador del Sacro Imperio, y rey de Castilla como Carlos I, otorgó a Pánfilo de Narváez una licencia para reclamar la costa norte del golfo de México, en los actuales Estados Unidos. El contrato le daba un año para reunir un ejército, salir de España, fundar al menos dos ciudades de un centenar de personas cada una, y guarnecerla con dos fortalezas adicionales en cualquier lugar a lo largo de la costa.
Narváez tuvo que asegurar los fondos para la expedición. Atrajo a inversores con la promesa de riquezas comparables a las encontradas por Hernán Cortés y también se endeudó personalmente, utilizando ese dinero para pagar muchos de los gastos de la expedición.
Álvar Núñez Cabeza de Vaca fue designado como segundo al mando y tesorero, y actuaba como los ojos y oídos del rey y aseguraba que la Corona recibiese el 5% de cualquier riqueza adquirida durante la expedición. Otros miembros notables fueron Alonso de Solís, como inspector real de minas, Alonso Enríquez como contador, un príncipe azteca llamado Don Pedro en español, y un contingente de franciscanos y sacerdotes diocesanos encabezados por el padre Juan Suárez (a veces escrito "Xuárez"). La mayoría de los 600 hombres eran soldados, hombres principalmente de España y Portugal, 22 de Italia y había algunos de ascendencia africana mixta.
El 17 de junio de 1527, la expedición partió España desde el puerto de Sanlúcar de Barrameda, en la desembocadura del río Guadalquivir. Entre la fuerza iban cerca de 450 soldados, oficiales y esclavos. Los otros 150 eran marineros, esposas (los hombres casados no podían viajar sin sus esposas a las Indias) y sirvientes.
La primera parada del viaje fue en las islas Canarias, a una semana de viaje y 850 millas en el Atlántico. Allí la expedición se reabasteció con agua, vino, leña, carnes y frutas.

## Española y Cuba
Llegaron a Santo Domingo, en la isla Española, en algún momento de agosto de 1527. Durante la estancia, las tropas comenzaron a desertar. Aunque siempre era un problema en este tipo de expediciones, los hombres también pueden haber desertado a causa de escuchar las noticias sobre el reciente regreso de una expedición dirigida por Lucas Vázquez de Ayllón, en la que 450 de los 600 hombres habían perecido. Cerca de 100 hombres abandonaron la expedición de Narváez en el primer mes en Santo Domingo. La expedición se detuvo aquí para comprar caballos y dos pequeñas naves para explorar la costa. Aunque Narváez únicamente fue capaz de comprar solo un pequeño barco, zarpó una vez más.
Estaban en Santiago de Cuba a finales de septiembre. Dado que Cuba era el hogar de Narváez y su familia, tenía muchos contactos mediante los que obtener más provisiones, caballos y hombres. Después de reunirse con su rico amigo Vasco Porcallo, Narváez envió parte de la flota hasta Trinidad para recoger caballos y otros suministros de la finca de su amigo.
Narváez puso a Cabeza de Vaca y a un capitán llamado Pantoja a cargo de los dos barcos enviados a Trinidad, mientras que él comandaba los otros cuatro barcos hasta el golfo de Guacanayabo. Alrededor del 30 de octubre, los dos barcos llegaron a Trinidad para recoger los suministros y poco después de que lo hubieran hecho les acometió un huracán . En la tormenta, los dos barcos se hundieron, 60 de los hombres murieron, una quinta parte de los caballos se ahogaron, y todos los nuevos bienes o servicios adquiridos en Trinidad se perdieron.
Reconociendo la necesidad de reagruparse, Narváez envió los cuatro barcos restantes hacia Cienfuegos bajo el mando de Cabeza de Vaca. Narváez quedó en tierra con el fin de reclutar nuevos hombres y comprar más barcos. Después de casi cuatro meses, el 20 de febrero de 1528, llegó a Cienfuegos con una de las dos nuevas naves y unos cuantos reclutas. La otra nave fue enviada a La Habana. En este punto, la expedición tenía alrededor de 400 hombres y 80 caballos. La parada del invierno causó el agotamiento de las reservas, que planeaba reponer en La Habana en el camino hacia la costa de Florida.
Uno de los nuevos hombres que Narváez había contratado era un piloto maestro llamado Miruelo, que decía tener un conocimiento detallado de la costa del Golfo. Los historiadores han debatido durante siglos su identidad completa y la medida de su conocimiento. En cualquier caso, solo dos días después de salir de Cienfuegos, todos los barcos de la flota encallaron en los bancos de arena del archipiélago de los Canarreos, cerca de la costa de Cuba. Quedaron atrapados durante dos o tres semanas, mientras que los hombres agotaban los ya escasos suministros. Hasta que una tormenta levó el nivel del mar, en la segunda semana de marzo, no fueron capaces de escapar de los bancos de arena.
Después de luchar con más tormentas, la expedición dobló la punta occidental de Cuba y se abrió camino hacia La Habana. Aunque estaba lo suficientemente cerca para ver los mástiles de los buques del puerto, el viento empujó a la flota en el golfo de México sin que llegaran a La Habana. Narváez decidió seguir adelante con los planes de viaje y de colonización. Pasaron el mes siguiente tratando de llegar a la costa mexicana, pero no pudieron superar la poderosa corriente del Golfo.

## Llegada a la Florida

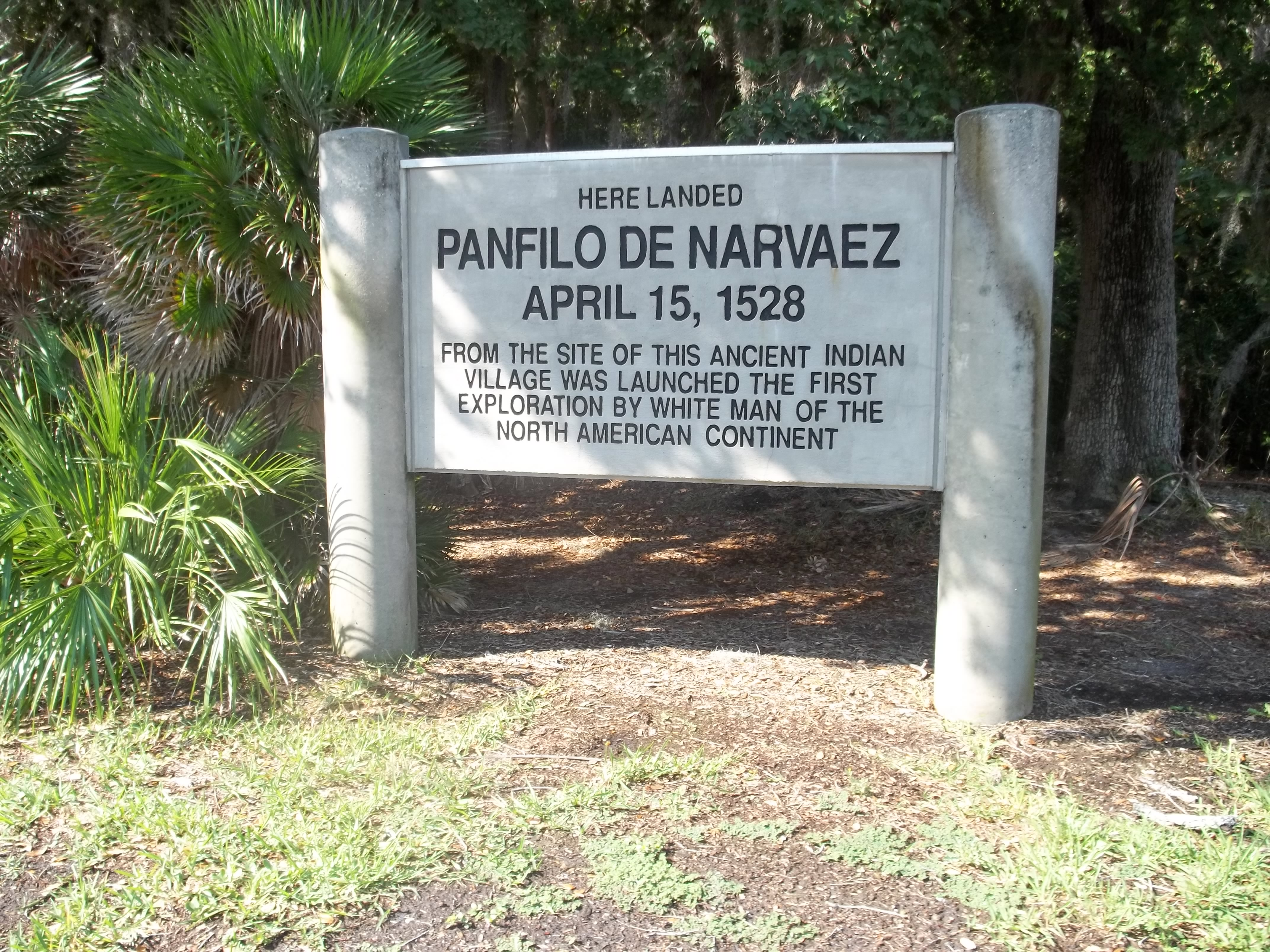
Marcador en el Sitio Jungle Prada.

El 12 de abril de 1528, divisaron tierra al norte de lo que hoy es la bahía de Tampa. Se volvieron al sur y viajaron durante dos días en busca de un gran puerto, que el piloto principal Miruelo conocía. Durante esos dos días se perdió uno de los cinco barcos restantes. Finalmente, después de ver una bahía poco profunda, Narváez ordenó entrar en la bahía Boca Ciega, al norte de la entrada de la bahía de Tampa. Vieron edificios situados en montículos de tierra, signos alentadores de cultura (y riqueza), alimentos y agua. Los nativos eran miembros de la cultura Safety-Harbor (tocobaga). Los españoles echaron las anclas y se prepararon para ir a tierra. Narváez desembarcó con 300 hombres cerca del río de las Palmas, en lo que se conoce actualmente como el sitio Jungle Prada en la actual St. Petersburg.
El contador Alonso Enríquez fue uno de los primeros en llegar a tierra. Caminó hasta la aldea cercana y negoció con artículos como cuentas de cristal, campanas de bronce y telas a cambio de pescado fresco y carne de venado. Informó a Narváez que, aunque había poca riqueza entre la gente, parecían pacíficos. Los pobladores abandonaron sus casas esa noche. Varios miembros de la expedición pasaron el día siguiente explorando la aldea vacía. Lo que les interesaba más fue un pequeño disco de oro o sonajero encontrado entre algunas redes de pesca. Narváez ordenó al resto de la compañía desembarcar y establecer un campamento.
Al día siguiente, los funcionarios reales llegaron a tierra y, con gran ritual, realizaron la declaración formal y la autenticación de Narváez como gobernador real de La Florida. Leyó (en español, por supuesto) el Requerimiento, que declaraba a cualquier nativo que los escuchase que su tierra pertenecía a Carlos V por orden del Papa. También declaró que los nativos tenían la opción de convertirse al cristianismo. Si se convertían, serían amados y acogidos con los brazos abiertos. Si no lo hacían, se haría la guerra contra ellos. La expedición ignoró tanto las súplicas como las amenazas de parte de los nativos al día siguiente.
Después de explorar un poco, Narváez y algunos otros funcionarios descubrieron Old Tampa Bay. Se dirigieron de vuelta al campamento y ordenaron a Miruelo pilotar un bergantín en busca del gran puerto del que había hablado. Si no tenía éxito, debía de regresar a Cuba. Narváez nunca supo más de Miruelo o de cualquiera de la tripulación del bergantín de nuevo.
Mientras tanto, Narváez comandó otra partida al interior, donde encontraron otra aldea. Los aldeanos estaban utilizando algunas cajas de mercancías de los españoles como ataúdes. Los españoles los destruyeron y encontraron algo de comida y oro. Los nativos les dijeron que los apalaches tenían gran cantidad de ambas cosas, al norte. Después de regresar a su campamento base, los españoles hicieron planes para dirigirse al norte.

## Narváez divide las fuerzas de mar y tierra
El 1 de mayo de 1528 Narváez decidió dividir la fuerza en un contingente terrestre y otro marítimo. Planeó tener un ejército de 300 personas marchando por tierra hacia el norte, mientras que los barcos, con las 100 personas restantes, navegarían por la costa para reunirse con ellos. Creía que la boca de la bahía de Tampa estaba a una corta distancia hacia el norte (estaba al sur). Cabeza de Vaca se manifestó en contra de este plan, pero estaba en minoría con el resto de los oficiales. Narváez quiso que Cabeza de Vaca dirigiese la fuerza del mar, pero él se negó como una cuestión de honor, ya que Narváez había dado a entender que era un cobarde.
Los hombres marcharon en estado de casi inanición durante dos semanas antes de entrar en una aldea al norte del río Withlacoochee. Esclavizaron a los nativos y durante tres días se sirvieron del maíz de sus campos. Enviaron dos partidas exploratorias aguas abajo por ambos lados del río en busca de signos de los barcos. Sin lograr contactar con ellos, Narváez ordenó a la partida seguir hacia el norte hasta los Apalachee.
Varios años más tarde, Cabeza de Vaca supo qué fue de los barcos. Miruelo había vuelto a Old Tampa Bay en el bergantín encontrando que todos los barcos se habían ido. Navegó hasta La Habana para recoger el quinto barco, que ya había sido suministrado, y lo llevó de vuelta a la bahía de Tampa. Después de dirigirse al norte durante algún tiempo sin encontrar la partida de tierra, los otros tres barcos decidieron regresar también a la bahía de Tampa. Después de reunirse, la flota de nuevo buscó la partida de tierra durante casi un año antes de dar la vuelta y dirigirse a México. Juan Ortiz,  un miembro de la fuerza naval, fue capturado por los tocobaga. Fue esclavizado por ellos y vivió en Uzita durante casi doce años antes de ser rescatado por la expedición de Hernando de Soto.

## El encuentro con los timucuas
Por informes de centinelas, los timucuas sabían que la partida española se acercaba a su territorio. Decidieron reunirse con los europeos cuando se acercaron el 18 de junio, y mediante señales con las manos y gestos, Narváez comunicó a su jefe, Dulchanchellin, que se dirigían en busca de los apalaches. Dulchanchellin pareció complacido por ello, ya que resultó que los apalaches eran sus enemigos. Después de que los dos líderes intercambiasen regalos, la expedición siguió a los timucuas en su territorio y cruzaron el río Suwannee. Durante la travesía, un oficial llamado Juan Velázquez, cargó en su caballo, y ambos se ahogaron. La suya fue la primera víctima fallecida aparte del naufragio en la expedición, y los hombres quedaron alterados por su muerte. El ejército hambriento cocinó y comió su caballo esa noche.
Cuando los españoles llegaron a la aldea timucua el día 19, el jefe les envió provisiones de maíz. Esa noche, se disparó una flecha cuando uno de los hombres de Narváez pasó cerca de un pozo de agua. A la mañana siguiente, los españoles se encontraron con que los nativos habían abandonado el pueblo. Se pusieron una vez más en marcha en busca de los apalaches. Pronto se encontraron con que eran seguidos por nativos hostiles. Narváez puso una trampa a los indígenas que les perseguían y capturó a tres o cuatro, a los que utilizó como guías. Los españoles no tuvieron más contacto con los timucuas.

## En territorio apalache
El 25 de junio de 1528, la expedición entró en territorio apalache. Encontraron una comunidad de unas cuarenta casas, que pensaron que era la capital, pero que solamente era un pequeño pueblo periférico de una cultura mucho más grande. Los españoles les atacaron, tomando varios rehenes, incluyendo al cacique y ocuparon el poblado. Aunque los aldeanos no tenían el oro ni las riquezas que Narváez estaba esperando, sí tenían mucho maíz.
Poco después de que Narváez tomase el poblado, guerreros apalaches comenzaron a atacar a los europeos. Su primer ataque fue una fuerza de 200 guerreros, que usaban flechas ardientes para incendiar las casas que los europeos habían ocupado. Los guerreros se dispersaron rápidamente, perdiendo solo un hombre. Al día siguiente, una segunda fuerza de 200 guerreros, equipados con grandes arcos, atacaron desde el lado opuesto de la aldea. Esta fuerza también se dispersó rápidamente y perdió solo un hombre.
Después de estos ataques directos, los apalaches cambiaron a asaltos rápidos después de que los españoles reemprendiesen la marcha de nuevo. Disparaban sus arcos cinco o seis veces, mientras los españoles cargaban una vez sus ballestas o arcabuces, y luego se desvanecían en el bosque. Acosaron a los españoles de forma continua durante las siguientes tres semanas, en lo que más tarde se conocería como tácticas de guerrilla. Durante ese tiempo, Narváez envió tres misiones de exploración en busca de las ciudades más grandes o más ricas. Las tres regresaron sin buenas noticias. Frustrado por la desgracia y la mala salud, Narváez ordenó que la expedición se encaminase el sur. Los cautivos apalaches y timucuas les dijeron que los autes tenían gran cantidad de alimentos, y su pueblo estaba cerca del mar. La partida tuvo que cruzar un gran pantano para llegar al lugar.

### Con los autes
Durante los primeros dos días hacia la aldea, los españoles no fueron atacados. Cuando estaban metidos en las aguas del pantano, que les llegaba hasta la altura de sus pechos, los apalaches les atacaron con una lluvia de flechas. Casi indefensos, los españoles no podían ni usar sus caballos ni recargar rápidamente sus armas pesadas, y se encontraron con que sus pesadas armaduras les hundían en el agua. Después de recuperar tierra firme, enfrentaron a los atacantes. Las siguientes dos semanas, se abrieron difícilmente camino a través del pantano, de vez en cuando bajo el ataque de los apalaches.
Cuando los españoles llegaron finalmente al poblado aute, encontraron el lugar abandonado y quemado. Cosecharon suficiente maíz, frijol y calabaza de las huertas (las conocidas como tres hermanas) que lograron alimentar a su partida, muchos de los cuales estaban hambrientos, heridos y enfermos. Después de dos días, Narváez envió a Cabeza de Vaca a buscar una salida al mar. No encontró el mar, pero después de media día de marcha a lo largo del río Wakulla y del río St. Marks, encontró aguas saladas de poca profundidad, llenas de bancos de ostras. Dos días más de reconocimiento no dieron mejores resultados y los hombres volvieron a dar la noticia a Narváez.
Narváez decidió ir hasta los bancos de ostras para buscar comida. Muchos de los caballos llevaban a los enfermos y heridos y el español se dio cuenta de que estaban luchando por la supervivencia. Algunos consideraron el canibalismo para sobrevivir. Durante la marcha, algunos de los caballeros hablaron sobre robar sus caballos y abandonar a todos los demás. Aunque Narváez estaba demasiado enfermo para tomar medidas, Cabeza de Vaca se enteró del plan y los convenció para quedarse.

## Bahía de los caballos

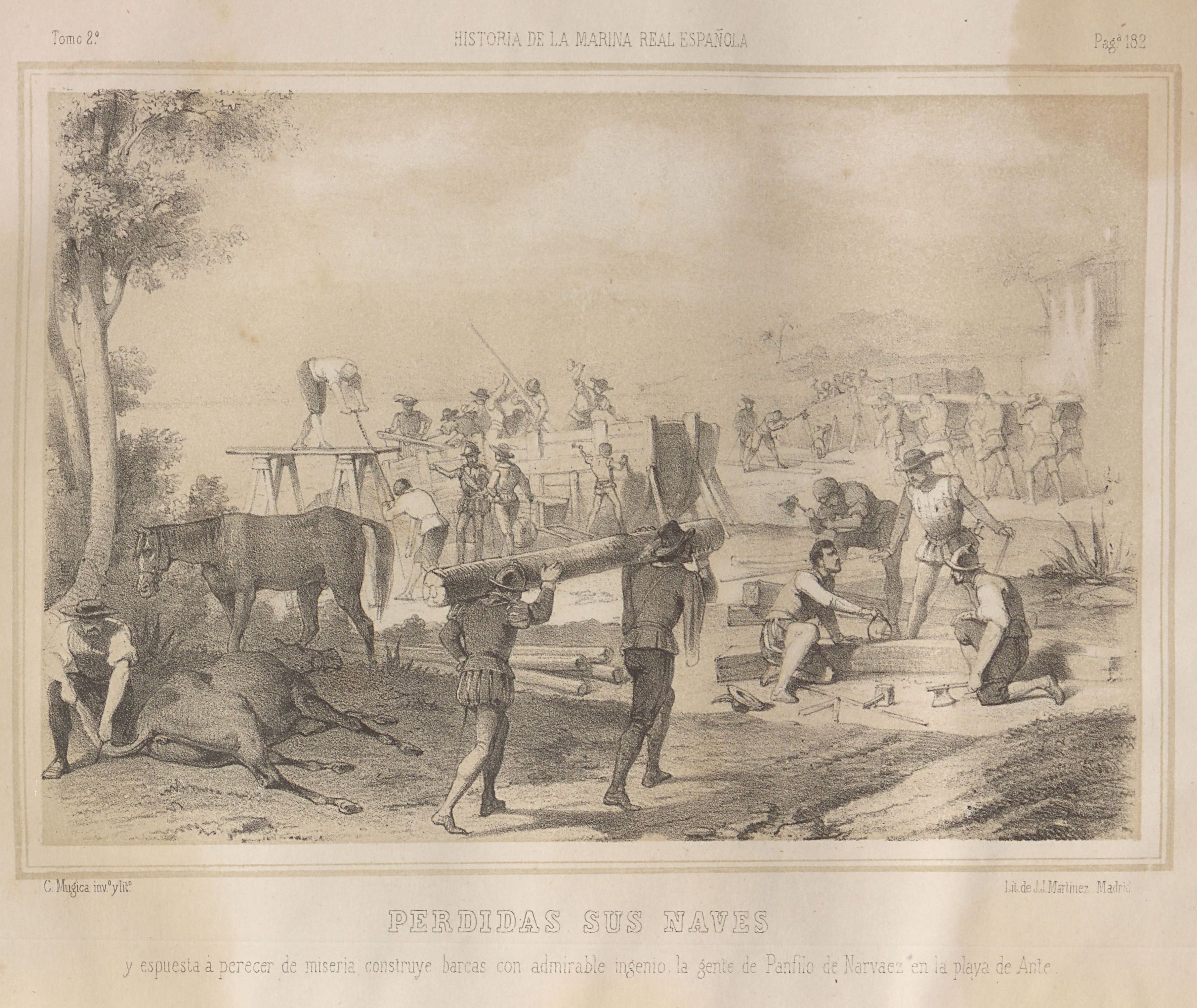
Hombres de Pánfilo de Narváez construyendo nuevas embarcaciones

Después de unos días atrapados cerca de las aguas poco profundas, a uno de los hombres se le ocurrió un plan: sugirió reforjar su armamento y armaduras para hacer herramientas y construir nuevos barcos. La partida estuvo de acuerdo y comenzaron el 4 de agosto de 1528. Construyeron una forja de un tronco y utilizaron las pieles de venado para los fuelles. Cortaron árboles e hicieron carbón para la fragua. Luego hicieron martillos, sierras, hachas y uñas a partir de sus artes de hierro. El calafateo se hizo con la resina de los pinos y usaron las hojas de palmito como estopa. Luego cosieron sus camisas juntas para hacer las velas. De vez en cuando asaltaban el pueblo aute, de donde robaron 640 fanegas de maíz para su sustento durante la construcción. Dos veces, a la vista de su campamento, diez hombres que marisqueaban murieron por ataques de los apalaches.
Los hombres mataron sus caballos para alimentarse y como material mientras construían los barcos, un caballo cada tres días. Por ejemplo, utilizaron la crin para trenzar las cuerdas y las pieles para hacer bolsas para almacenar agua. Como los caballos eran muy importantes para los españoles, sobre todo para la nobleza, nombraron la bahía en honor a ese sacrificio.
El 20 de septiembre ya habían terminado la construcción de cinco barcos e iniciaron la navegación el 22 de septiembre de 1528. Después de ser devastados por la enfermedad, el hambre y los ataques de los distintos pueblos a los que habían pretendido conquistar, 242 de los hombres habían sobrevivido. Unos 50 hombres iban en cada barco, que tenían de 9 a 12 metros de longitud y tenían un casco poco profundo, velas y remos.

## Sur de Texas
Las tormentas, la sed y el hambre habían reducido la expedición a unos 80 sobrevivientes cuando un huracán abatió a Cabeza de Vaca y sus compañeros en la orilla occidental de una isla barrera. Los historiadores creen que desembarcaron en la actual Galveston, Texas. Durante los siguientes cuatro años, Cabeza de Vaca y un número cada vez más decreciente de compañeros vivieron en el complejo mundo indígena del sur de Texas.

## Suroeste de América del Norte
En 1532 solo otros tres miembros de la expedición original estaban todavía vivos: Alonso del Castillo Maldonado, Andrés Dorantes de Carranza y Estevanico, un esclavo moro. Junto con Álvar Núñez Cabeza de Vaca, se dirigieron al oeste y al sur con la esperanza de llegar a puesto de avanzada del Imperio español en México. Fueron los primeros europeos, y africano, que se adentraron en el suroeste de Norteamérica (actual Suroeste de Estados Unidos y noroeste de México). Su ruta precisa ha sido difícil de determinar por los historiadores, pero parece haber viajado a través de la actual Texas, tal vez en Nuevo México y Arizona, y a través de las provincias del norte de México.
En julio de 1536, cerca de Culiacán, en la actual Sinaloa, los supervivientes se encontraron con compañeros españoles en una expedición esclavista para la Nueva España. Como después escribió Cabeza de Vaca, sus compatriotas quedaron "estupefactos al verme, extrañamente vestido y en compañía de los indios. Ellos se quedaron mirando fijamente durante mucho tiempo".

## La expedición Narváez en la ficción
The Moor's Account [El relato del moro], una novela de 2014 de Laila Lalami, es un libro de memorias de ficción de Estebanico, el esclavo marroquí que sobrevivió a la expedición de Narváez y acompañó a Cabeza de Vaca, y que sería por tanto el primer explorador negro de América. Lalami explica que no se sabe nada de él, excepto por una línea en la crónica de Cabeza de Vaca: "El cuarto [sobreviviente] es Estevanico, un negro árabe de Azamor".